# Religioni in Birmania
|               |               |  |     |     |
| ------------- | ------------- |  | --- | --- |
| Buddhismo     | Buddhismo     |  | 89% | 89% |
| Cristianesimo | Cristianesimo |  | 4%  | 4%  |
| Islam         | Islam         |  | 4%  | 4%  |
| Hinduismo     | Hinduismo     |  | 1%  | 1%  |
| Altri         | Altri         |  | 2%  | 2%  |

La Birmania è un paese multi-religioso; non vi è religione di Stato, ma il governo mostra una preferenza per il buddhismo theravada che è la dottrina religiosa di maggioranza all'interno del paese. Secondo le statistiche questa forma di buddhismo è praticata da almeno l'89% della popolazione, specialmente tra le etnie Bamar, Rakhine, Shan, Mon e cinese.
La nuova costituzione prevede la libertà di religione, tuttavia concede anche ampie eccezioni che consentono al regime militare di limitare a discrezione tale diritto; l'induismo viene praticato dalla comunità minoritaria di indiani residenti.

## Libertà religiosa

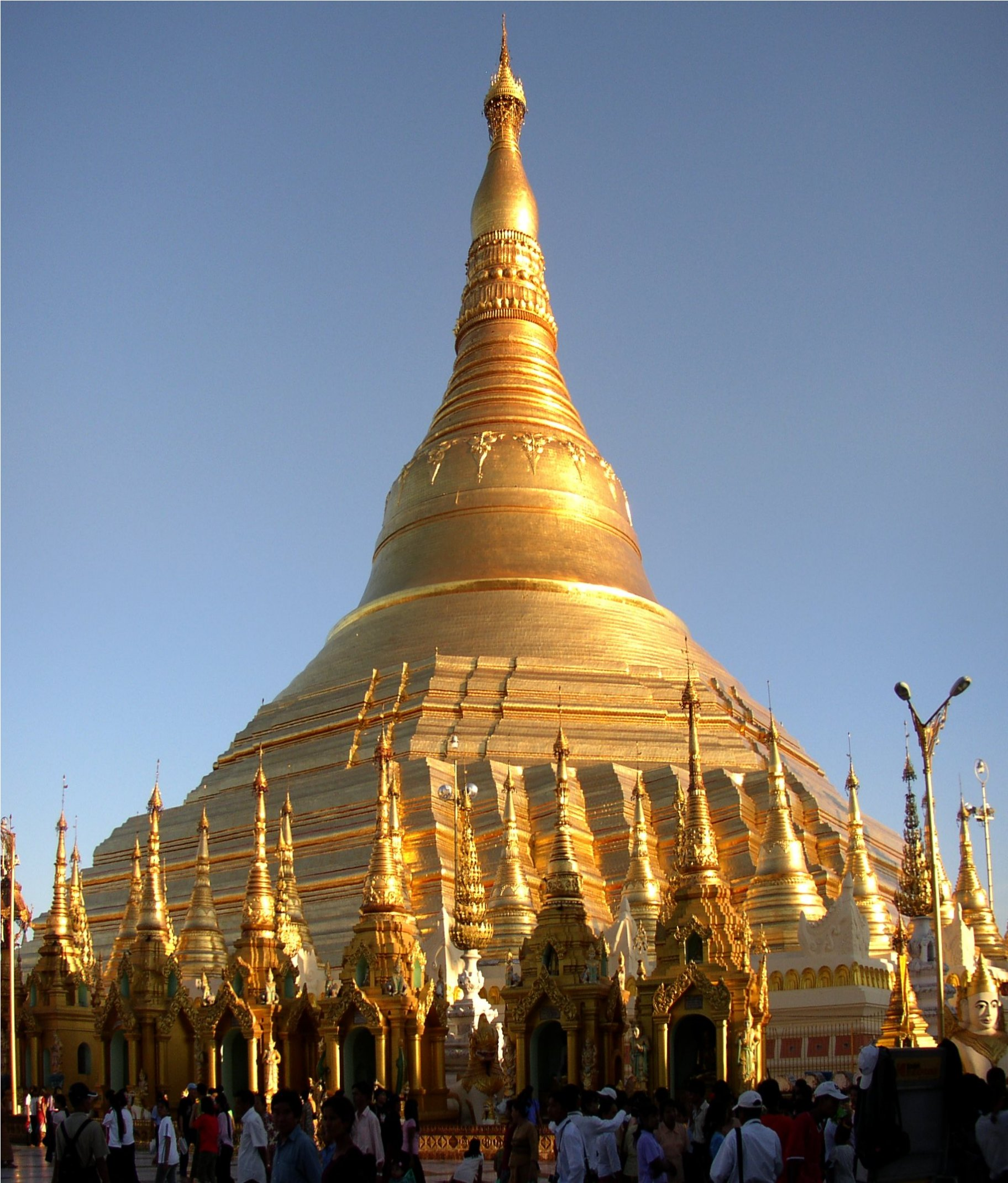
La pagoda Shwedagon di Yangon, la più venerata di tutta la Birmania.

### Buddhisti
Anche se dichiaratamente professata dalla stragrande maggioranza dei cittadini, attivisti buddhisti hanno più volte avuto da ridire nei riguardi della carente libertà di religione presente nel paese; molti monaci hanno preso parte nel 2007 alle proteste della cosiddetta rivoluzione zafferano e molti di loro sono stati arrestati dalle forze di sicurezza governative: alcuni tra i maggiori leader religiosi ancora nel 2009 si trovavano a causa di ciò in stato di detenzione in varie prigioni nazionali

### Cristiani

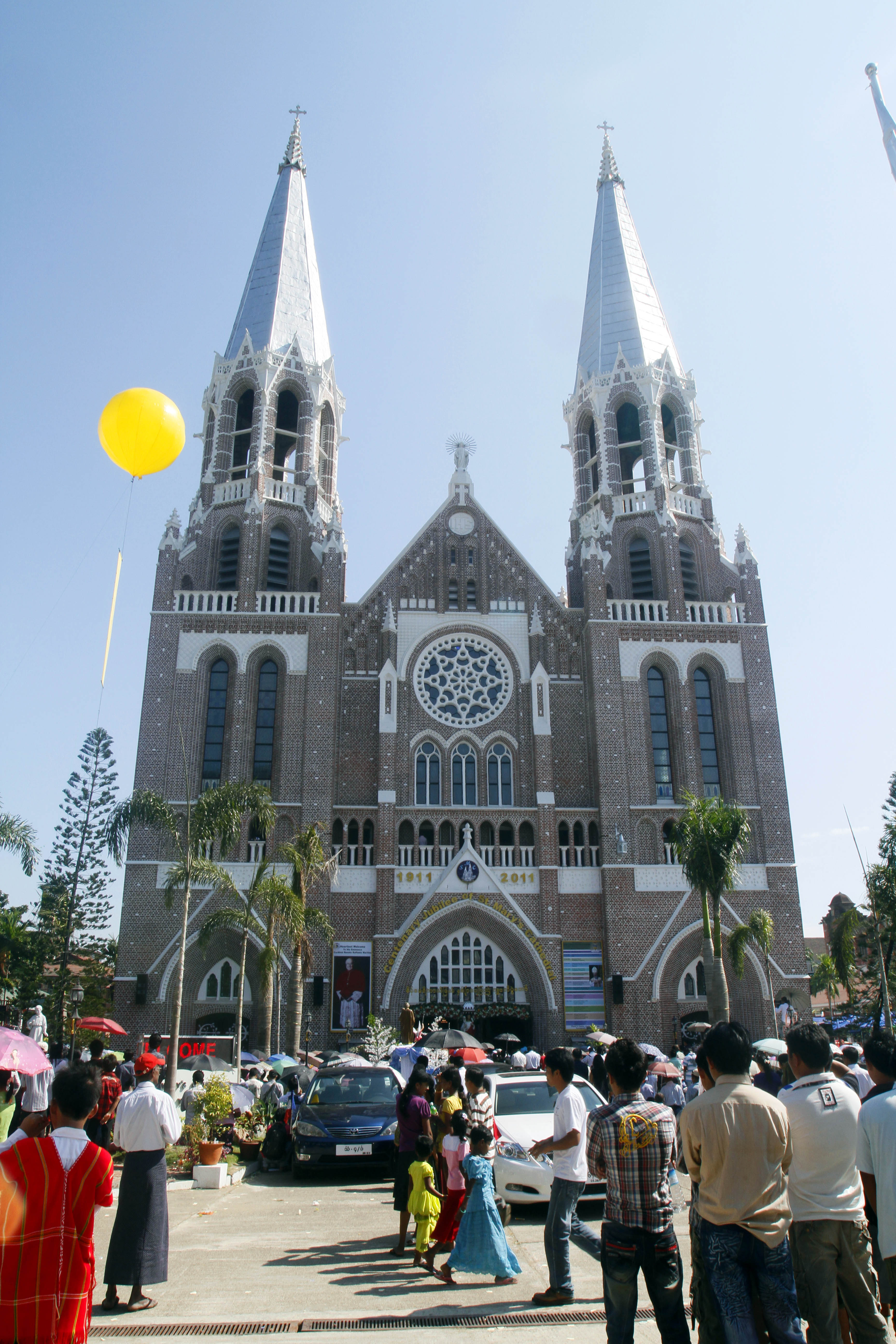
Cattedrale cristiana intitolata a Santa Maria (Yangon).

Anche per i fedeli cristiani esistono problematiche di libertà d'espressione; solamente un piccolo numero di organizzazioni straniere hanno avuto il permesso di entrare nel paese per condurre opere umanitarie, mentre un divieto di lunga data (persistente dall'anno dell'indipendenza 1948) vige invece sul libero ingresso di missionari e materiali religiosi di stampo cristiano.
Sono stati segnalati anche casi d'incendi dolosi di chiese nel sudest del paese ove vive l'etnia Karen. Oltre ai Karen, comunità cristiane sono presenti tra le etnie Chin e Jingpo (Kachin, i cristiani sono il 36,4%). In totale, l'80% dei cristiani sono protestanti (in particolare battisti), mentre il resto sono cattolici e cristiani di rito siriaco.
Tali popolazioni subiscono le persecuzioni del regime militare, che privilegia la componente buddista della popolazione. Tutte le comunità cristiane della Birmania sono discriminate nell'acquisto dei terreni per uso religioso (ad esempio, chiese e conventi). Nel dicembre 2016 un rapporto della «Commissione sulla libertà religiosa internazionale» degli Stati Uniti d'America (Uscirf) ha evidenziato come i cristiani siano esposti continuamente ad atti di violenza e prevaricazione.

### Musulmani

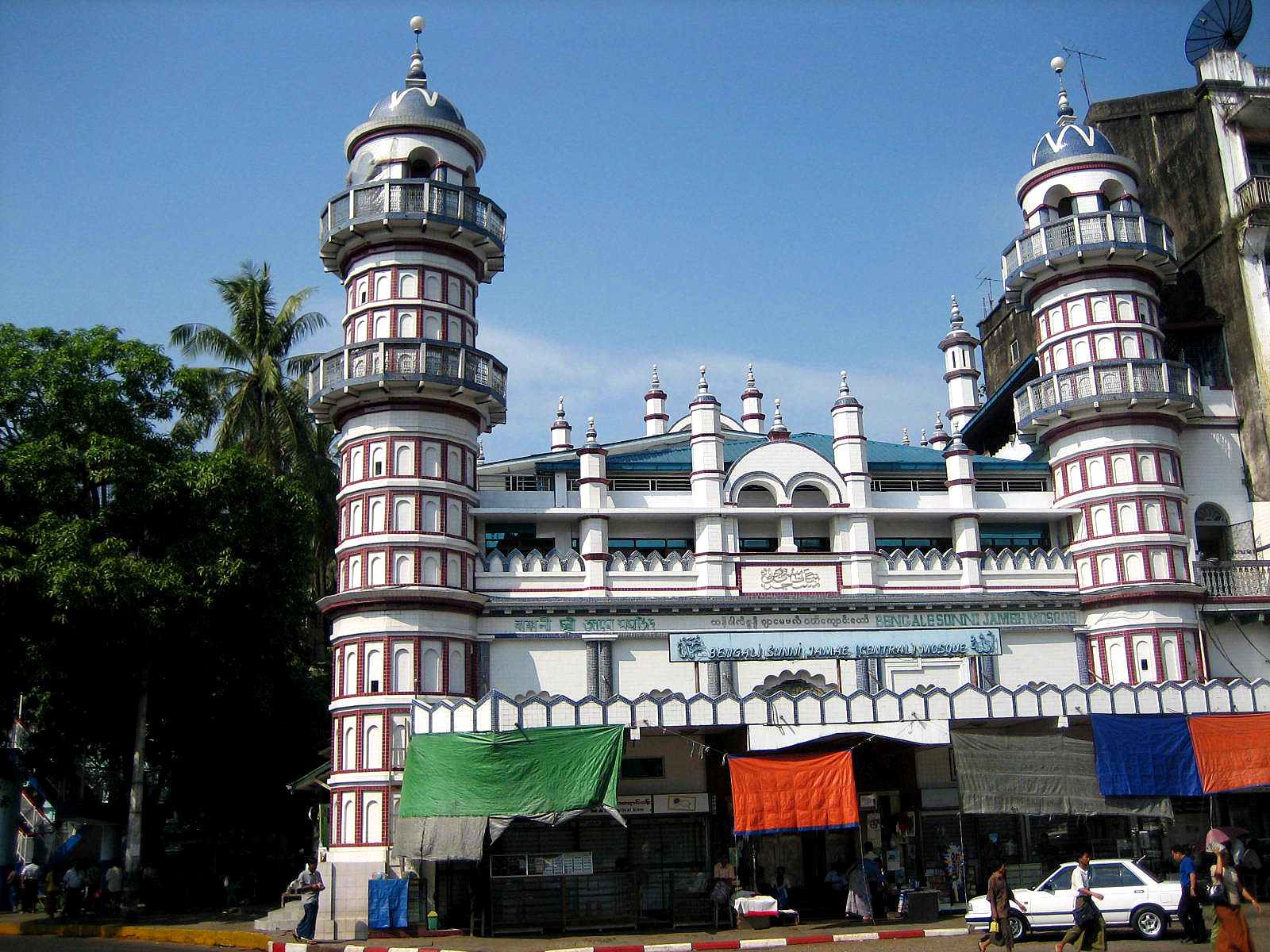
Moschea bengalese sunnita a Yangon.

Secondo i dati del censimento ufficiale del governo l'islam è praticato, soprattutto nella sua forma sunnita, dal 4% della popolazione; qui i fedeli debbono affrontare anche tentativi di oppressione da parte di gruppi radicali filo-buddhisti i quali sostengono anche la limitazione della possibilità di matrimonio tra persone delle due fedi a imitazione delle proposte dell'English Defence League. 
A seguito di disordini soprattutto contro i musulmani di ceppo Rohingya, vi è stato un alto numero di vittime, di persone costrette ad abbandonare le proprie case ed arresti sproporzionati e non giustificati; la politica statale ha anche cercato di limitare il numero permesso di figli per le famiglie musulmane in alcune regioni come misure per ridurne la crescita.
Secondo il Dipartimento di Stato USA nella sua relazione annuale 2009 dedicata alla libertà religiosa i gruppi di credenti non-buddhisti sono stati ampiamente sottostimati durante il censimento; studiosi islamici affermano altresì che la popolazione musulmana del paese si compone all'incirca del 6-10% del totale: questi sono suddivisi etnicamente in emigrati indiani, indo-birmani, persiani, arabi, panthays ed infine cinesi Hui

### Ebrei
Prima delle persecuzioni religiose da parte del regime nazionalista, in Birmania vivevano 2500 ebrei. Di questi ne sono rimasti una cinquantina (al 2006) e il luogo di culto ebraico che giace nelle migliori condizioni nel paese è la sinagoga Musmeah Yeshua di Yangon risalente al XIX secolo.